# Summer World University Games 2025/Teilnehmer (Bulgarien)
| Gelbes Symbol für Goldmedaillen mit stilisierten Olympischen Ringen | Graues Symbol für Silbermedaillen mit stilisierten Olympischen Ringen | Braundes Symbol für Bronzemedaillen mit stilisierten Olympischen Ringen |
| ------------------------------------------------------------------- | --------------------------------------------------------------------- | ----------------------------------------------------------------------- |
| —                                                                   | —                                                                     | —                                                                       |

Bulgarien nahm an den Summer World University Games 2025 vom 16. bis zum 27. Juli  mit 8 Athleten (7 Männer und 1 Frau) teil.

## Teilnehmer nach Sportarten

### 3×3-Rollstuhlbasketball
Männer
- Atila Mutalib
- Plamen Slawow
- Anton Fikow
- Nikola Hamtschew

### Rudern
Frauen
- Antoaneta Karajwanowa

### Taekwondo
Männer
- Christijan Georgiew
- Zwetan Jakimow
- Stefan Stamenow